# زرادخانه
زَرّادخانه، به محل ساخت، تعمیر، ذخیره و نگهداری اسلحه و مهمات نظامی گفته می‌شود. از زرادخانه‌های مشهور، می‌توان زرّادخانهٔ کرملین را نام برد.

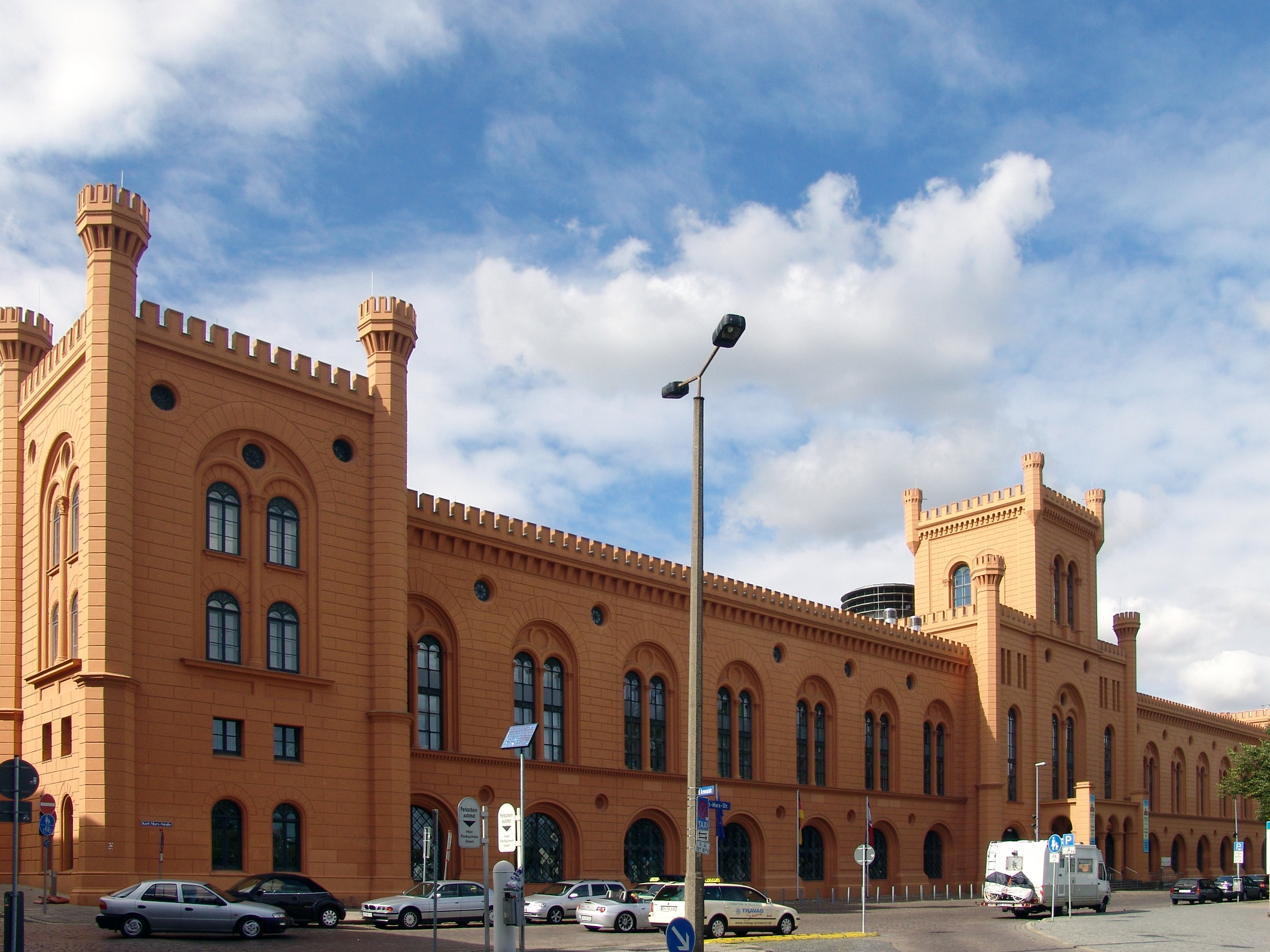
ساختمان زرادخانه تاریخی پفافن تایش واقع درایالت شورین آلمان

## پیرامون واژه
در دوران قاجار، بیشتر واژهٔ ترکیبی ترکی فارسی قورخانه بدین منظور به‌کار می‌رفته‌ است، ولی، فرهنگستان زبان اول، واژه فارسی زراد را به‌جای واژه ترکی قور پذیرفت؛ البته پیشتر هم در متون فارسی از این واژه استفاده شده‌ است؛ برای نمونه:
| زرّادخانهٔ تو بُوَد هشتصد کَلات |  | انبارخانهٔ تو بُوَد هشتصد حصار |

(از منوچهری دامغانی).
| تیغ در زرّادخانه‌یْ اولیاست |  | دیدن ایشان شما را کیمیاست |

(از مولوی).
بیهقی نیز، در تاریخ بیهقی، در توصیف رفتن امیری به مکانی به نام چوگانی در نزدیکی ولوالج (کندوز امروزی) می‌نویسد: «امیر به‌تعجیل‌تر برفت و به پیلانروان یک روز مُقام کرد، و از پژغوژک بگذشت چون به چوگانی رسید دو سه روز مُقام بود تا بُنه و زرادخانه و لشکر دررسیدند.»
در زبان‌های اروپایی اغلب از واژهٔ arsenal، که تغییرشکل‌یافتهٔ واژهٔ عربی (به عربی: «دارالصِّناعَة») است برای این مفهوم استفاده می‌کنند.
زَرّاد به‌معنی زره‌گر، زره‌ساز است و واژه‌ای است عربی‌ شده از ریشهٔ فارسی زره (یا زره‌گر). این واژه معنی کلی اسلحه‌ساز را هم می‌دهد.